# Idioma peonio
El peonio era la lengua indoeuropea hablada por el pueblo de los peonios, cuyos dominios se situaban al norte de Macedonia, internándose en Dardania y a veces en el sudoeste de Tracia, territorio correspondiente a la cuenca del río Axio (hoy río Vardar). En la actualidad estos territorios se encuentran repartidos entre Macedonia del Norte, Grecia y Bulgaria.
Se tiene testimonio del pueblo de los peonios desde la época micénica, pues son mencionados en la Ilíada como aliados de Troya:

"Respondióle el preclaro hijo de Pelegón: «¡Magnánimo Pélida! ¿Por qué sobre el abolengo me interrogas? Soy de la fértil Peonia, que está lejos; vine mandando a los peonios, que combaten con largas picas, y hace once días que llegué a Troya. Mi linaje trae su origen del anchuroso Axio, que esparce su hermosísimo raudal sobre la tierra: Axio engendró a Pelegón, famoso por su lanza, y de éste dicen que he nacido. Pero peleemos ya, esclarecido Aquiles»"
Homero, La Ilíada XXI 152.

Fuentes clásicas daban a los peonios un origen frigio (Estrabón) y misio (Ateneo de Naucratis).
No se sabe la época exacta de la desaparición de la lengua, pero la influencia del griego y la presión ejercida por tracios y macedonios pudo comenzar su debilitación antes de la anexión por parte de Roma de los territorios.
Son muy pocos los testimonios de esta lengua, reduciéndose a topónimos (Bylázora, Astibos), antropónimos y teónimos (Dryalus, Dyalus, el Dionisos peonio) recogidos por escritores griegos de la época.

## Características
La escasa información existente permite atisbar sólo algunos rasgos de la lengua. Aunque ha llegado a ser considerado tanto ilirio (Tomaschek y Kretschmer) como tracio (Dečev), hoy se tiene constancia de que es una lengua distinta a ambas.
Los rasgos conocidos del peonio son los siguientes:
- nada hace indicar que se trate de una lengua satem,
- distinción de /a, o/ donde otros grupos indoeuropeos como el germánico o indo-iranio presentan /a/,
- transformaciones PIE *bh > b, PIE *dh > d, como ocurre en ilirio, macedonio, tracio y frigio, pero no en griego.